# Dschawacheti-Gebirge
Das Dschawacheti-Gebirge (armenisch Ջավախքի լեռնաշղթա; georgisch ჯავახეთის ქედი; russisch Джавахетский хребет) ist ein Gebirgszug im Nordwesten von Armenien und im Süden von Georgien.
Das Dschawacheti-Gebirge erstreckt sich über eine Länge von etwa 50 km in Nord-Süd-Richtung. Der nördliche Teil liegt in Georgien, der südliche in Armenien. Höchste Erhebung ist der Atschkassar mit einer Höhe von 3196 m im armenischen Teil. Das Gebirge besteht überwiegend aus Trachyt. Es gilt als eine niederschlagsreiche Gegend. Die Hänge sind von Bergsteppenlandschaft sowie von subalpiner und alpiner Vegetation bedeckt.
Nördlich des Dschawacheti-Gebirges befindet sich das Trialeti-Gebirge, im Süden geht der Gebirgszug in das in östlicher Richtung verlaufende Bazum-Gebirge über.
Der westliche Teil des Dschawacheti-Gebirges auf armenischer Seite liegt im Arpi-Nationalpark. Der nördliche Gebirgsteil in Georgien wird vom Parawani-See im Westen und dem Zalka-Stausee im Osten flankiert. Die Maschawera entspringt am Osthang des Gebirgszugs.

## Berge (Auswahl)
Im Folgenden sind eine Reihe von Gipfeln entlang dem Hauptkamm des Dschawacheti-Gebirges sortiert in Nord-Süd-Richtung aufgelistet:
- Aghrikari (2972 m; georgisch აღრიქარი; an der Grenze zwischen den georgischen Regionen Niederkartlien und Samzche-Dschawachetien; ⊙)
- Emlikli (3054 m; georgisch ემლიქლი; an der Grenze zwischen Niederkartlien und Samzche-Dschawachetien; ⊙)
- Leili (3157 m; georgisch ლეილი; armenisch Լեյլի, Lejli; an der Grenze zwischen dem georgischen Samzche-Dschawachetien und Armenien; ⊙)
- Atschkassar (3196 m; armenisch Աչքասար; in Armenien; ⊙)